# Gregorio Silvestre
Gregorio Silvestre Rodríguez de Mesa (Lisboa, 31 de dezembro de 1520 - Granada, 1569), foi um músico e poeta espanhol do Século de Ouro.
Seu pai, Juan Rodríguez, foi um médico português de João II de Portugal, que viajou à Espanha com a infanta Isabel, esposa de Carlos I de Espanha. Ali se casou com uma espanhola, María de Mesa. Viveram, até as bodas do imperador em 1526, alternativamente em Zafra e Lisboa. Neste mesmo ano recebeu do imperador um privilégio de fidalguia, o que os fez se radicarem em Zafra. Destas permanências em Zafra surgiu a amizade com os Suárez de Figueroa, condes de Feria, casa em que o futuro poeta entrou a servir com quatorze anos.
En 1541 obteve o posto de organista da Catedral de Granada. Casou com Juana de Cazorla, que lhe deu vários filhos. Em Granada frequentou as tertúlias literárias da casa de Alonso de Granada y Venegas, e manteve contato com destacados literatos: Hernando de Acuña, Diego Hurtado de Mendoza, Juan Latino, Luis Barahona de Soto, Pedro de Padilla, Gaspar de Baeza e Jorge de Montemor.
Em sua obra poética, de início representou a escola conservadora, na tradição dos cancioneiros, num momento em que penetrava a influência italiana de Petrarca. Entretanto, com o tempo adotou técnicas italianizantes, até render-se à nova escola. Suas Obras foram reunidas e publicadas após sua morte, estando divididas em quatro livros. No primero constam dez Lamentaciones, cinco sátiras e algumas coplas, glosas, vilancetes e canções; no segundo, a Fábula de Dafne y Apolo, Píramo y Tisbe, La visita del amor y La residencia del amor. No terceiro, glosas, canções morais e devotas, dois romances e uma Glosa a las Coplas de Jorge Manrique. No quarto, a Fábula de Narciso, sonetos, canções e epístolas.